# Dipoena crocea
Dipoena crocea là một loài nhện trong họ Theridiidae.
Loài này thuộc chi Dipoena. Dipoena crocea được Octavius Pickard-Cambridge miêu tả năm 1896.